# John Morton (Rennfahrer)

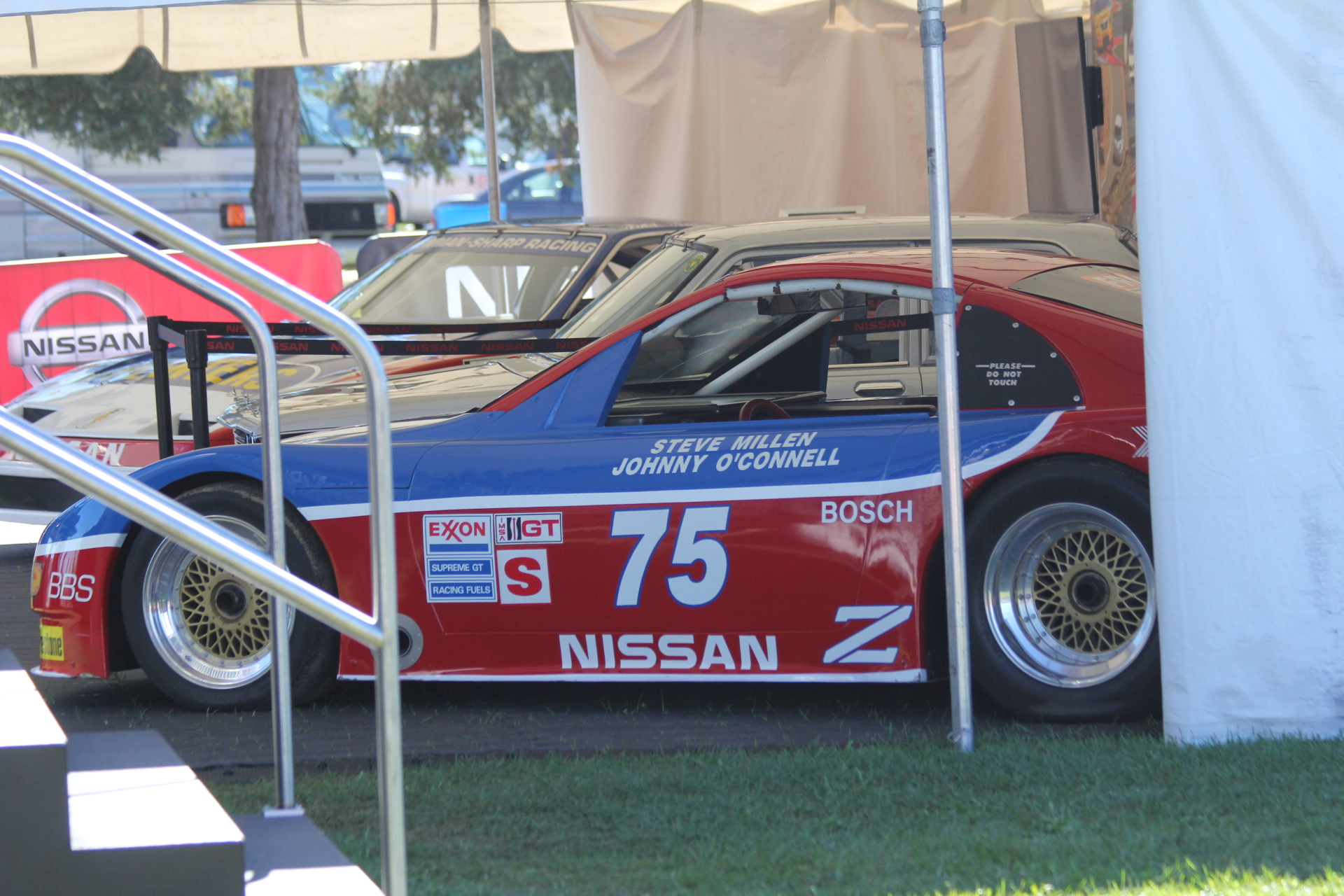
Nissan 300ZX mit der Startnummer 75; Siegerwagen von John Morton, Johnny O’Connell und Steve Millen beim 12-Stunden-Rennen von Sebring 1994

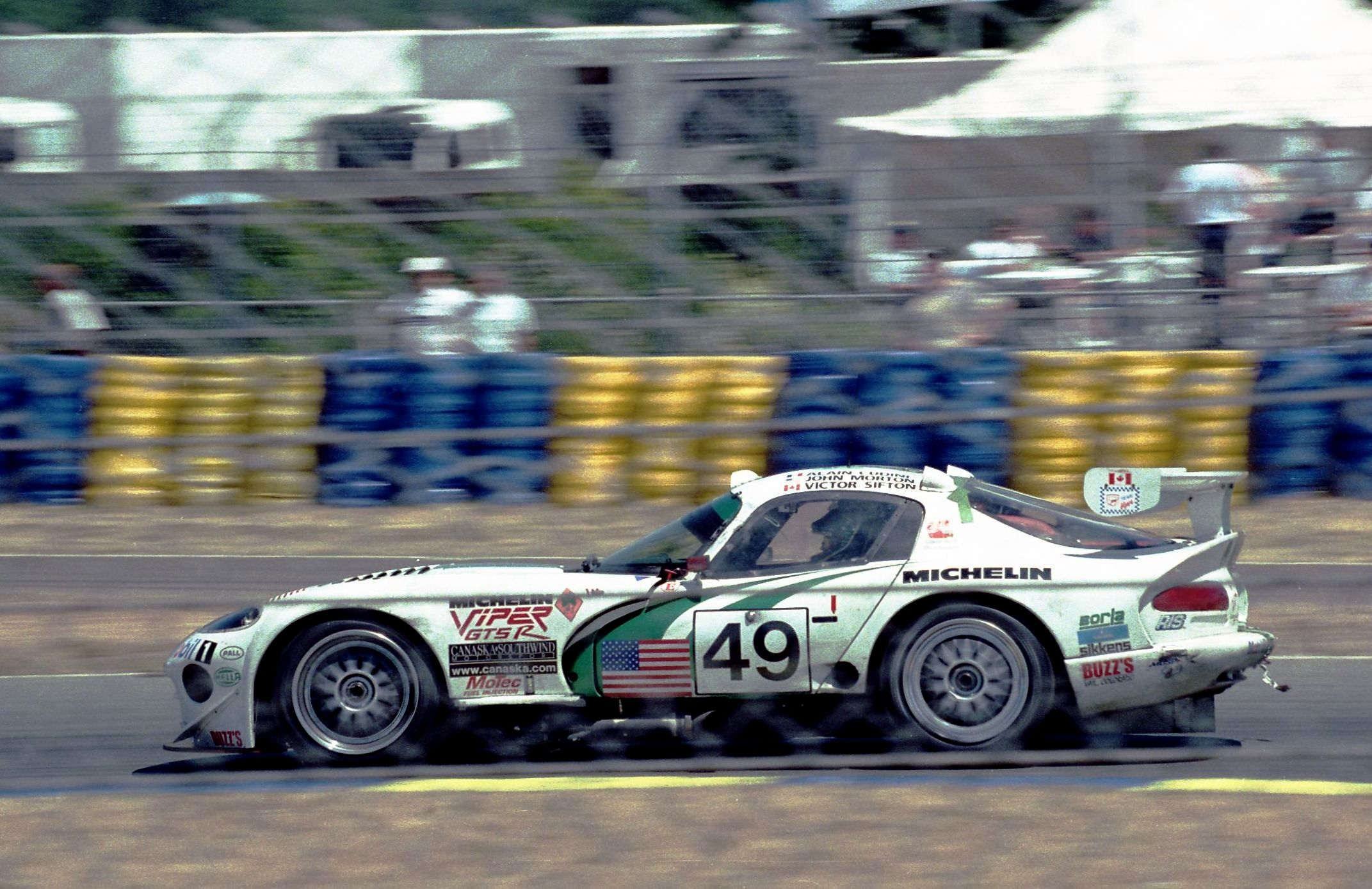
John Morton im Chrysler Viper GTS-R beim 24-Stunden-Rennen von Le Mans 1996

John Morton (* 17. Februar 1942 in Waukegan, Illinois) ist ein ehemaliger US-amerikanischer Autorennfahrer und Rennstallbesitzer.

## Karriere im Motorsport
John Morton war fast 40 Jahre lang als professioneller Rennfahrer aktiv und kann damit auf eine der längsten Karrieren im US-amerikanischen Motorsport zurückblicken. Schon als Kind und später als Teenager interessierte er sich als Zuseher für den Rennsport, da er gemeinsam mit seinem Vater immer wieder Rennveranstaltungen besuchte. Nach seiner Collegezeit absolvierte er einen Rennfahrerlehrgang in der Carroll Shelby's School of High Performance Driving und arbeitete anschließend als Hilfskraft bei Shelby American.
Mit gespartem Geld erwarb er 1963 einen Lotus Seven und begann damit bei nationalen Sportwagenrennen an den Start zu gehen. Seinen ersten Rennsieg feierte im September 1963 in Greenwood. 1964 ging er für Shelby American als Fahrer an den Start. Er gab als Partner von Ken Miles sein Debüt beim 12-Stunden-Rennen von Sebring und beendete gemeinsam mit Miles und Skip Scott das 500-Meilen-Rennen von Road America als Gesamtzweiter. Einsatzwagen war jeweils ein Shelby Cobra 427.
Die Werkseinsätze für Carroll Shelby 1964 blieben vorerst die Ausnahme im internationalen Renngeschehen, bis zum Ende der 1960er-Jahre musste er sich in weiterer Folge mit privaten Einsätzen bei SCCA-Rennen zufriedengeben. Die Wende kam 1970, als er mit Unterstützung von Datsun North America in den nächsten drei Jahren zum bestimmenden Fahrer in der SCCA-Serie wurde.
Anfang der 1970er-Jahre war er auch einige Jahre in der SCCA Continental Championship, dem nordamerikanischen Gegenstück zur Europäischen Formel-5000-Meisterschaft engagiert. Das beste Ergebnis im Gesamtklassement dieser Meisterschaft war der elfte Rang 1975. In den 1980er-Jahren bestritt er auch Rennen in der Indy Car World Series, war aber auch immer vor allem Sportwagenpilot.
Zwischen 1963 und 2002 war er bei 274 Sportwagenrennen gemeldet, von denen er 26 gewinnen konnte. Insgesamt stand er 50-mal auf dem Podium der erst Drei. Zu den Gesamtsiegen kamen noch 21 Klassensiege. Sein größter internationaler Erfolg war der Sieg beim 12-Stunden-Rennen von Sebring 1994, nachdem er dort 1986 schon Zweiter geworden. Auch beim 24-Stunden-Rennen von Le Mans platzierte er sich einmal auf dem Siegerpodest der ersten Drei. 1986 wurde er mit seinen beiden Landsmännern George Follmer und Kenper Miller im Joest-Porsche 956 Gesamtdritter.
Seine letzte Saison als professioneller Rennfahrer hatte er 2002 in der American Le Mans Series. Seit seinem Rücktritt vom professionellen Sport fährt er historische Sport- und Monopostorennen mit im eigenen Rennstall vorbereiteten Fahrzeugen. 2010 hatte mit einem Scarab auf dem Laguna Seca Raceway einen schweren Unfall, den er unverletzt überstand. Der zerstörte Wagen wurde wieder aufgebaut und Morton ist damit heute noch aktiv.

## Statistik

### Le-Mans-Ergebnisse
| Jahr | Team                         | Fahrzeug             | Teamkollege       | Teamkollege      | Platzierung            | Ausfallgrund |
| ---- | ---------------------------- | -------------------- | ----------------- | ---------------- | ---------------------- | ------------ |
| 1979 | Interscope Racing            | Porsche 935          | Ted Field         | Milt Minter      | Ausfall                | Motorschaden |
| 1981 | North American Racing Team   | Ferrari 512BB LM     | Philippe Gurdjian | Alain Cudini     | Ausfall                | Unfall       |
| 1982 | North American Racing Team   | Ferrari 512BB LM     | John Paul senior  | Alain Cudini     | Rang 9                 |              |
| 1984 | B.F. Goodrich Company        | Lola T616            | Yoshimi Katayama  | John O’Steen     | Rang 10                |              |
| 1986 | Joest Racing                 | Porsche 956          | George Follmer    | Kenper Miller    | Rang 3                 |              |
| 1994 | Clayton Cunningham Racing    | Nissan 300ZX         | Steve Millen      | Johnny O’Connell | Rang 5 und Klassensieg |              |
| 1996 | Canaska Southwind Motorsport | Chrysler Viper GTS-R | Victor Sifton     | Alain Cudini     | Rang 23                |              |
| 1997 | Société Viper Team ORECA     | Chrysler Viper GTS-R | Pierre Yver       | Justin Bell      | Rang 14                |              |
| 1998 | CJ Motorsport                | Porsche 911 GT2      | Harald Grohs      | John Graham      | Ausfall                | Unfall       |

### Sebring-Ergebnisse
| Jahr | Team                             | Fahrzeug          | Teamkollege       | Teamkollege             | Platzierung            | Ausfallgrund  |
| ---- | -------------------------------- | ----------------- | ----------------- | ----------------------- | ---------------------- | ------------- |
| 1964 | Shelby American Corp.            | Shelby Cobra 427  | Ken Miles         |                         | Ausfall                | Motorschaden  |
| 1976 | Miller & Norburn                 | BMW 2002          | Nick Craw         | Joe Peacock             | Ausfall                | Motorschaden  |
| 1977 | Modena Sports Cars               | Ferrari 365 GTB/4 | Bobby Carradine   |                         | Rang 17                |               |
| 1980 | Andial Racing                    | Porsche 935       | Randolph Townsend | Howard Meister          | Ausfall                | Defekt        |
| 1981 | Firestone Tire & Rubber          | Ford Mustang      | Tom Klauser       |                         | Rang 33                |               |
| 1982 | Marketing Corporation            | Ford Mustang      | Tom Klauser       |                         | Rang 9                 |               |
| 1983 | Marketing Corporation of America | Ford Mustang      | Tom Klauser       |                         | Rang 9                 |               |
| 1984 | Conte Racing                     | Lola T600         | Tony Adamowicz    | Tony Garzia             | Rang 7                 |               |
| 1985 | Busby Racing                     | Porsche 962       | Jim Busby         | Jochen Mass             | Ausfall                | Unfall        |
| 1986 | BF Goodrich                      | Porsche 962       | Jim Busby         | Darin Brassfield        | Rang 2                 |               |
| 1988 | Clayton Cunningham Racing        | Mazda RX-7        | P. J. Jones       |                         | Rang 12                |               |
| 1989 | Cunningham Racing                | Nissan 300ZX      | Steve Millen      |                         | Ausfall                | Ventilschaden |
| 1990 | Downing Atlanta                  | Mazda RX-7        | Pete Halsmer      | Elliott Forbes-Robinson | Ausfall                | Unfall        |
| 1991 | Mazda                            | Mazda RX-7        | Pete Halsmer      | Calvin Fish             | Rang 14                |               |
| 1992 | Cunningham Racing                | Nissan 300ZX      | Steve Millen      | Jeremy Dale             | Rang 11                |               |
| 1993 | Cunningham Racing                | Nissan 300ZX      | Steve Millen      | Johnny O’Connell        | Rang 4 und Klassensieg |               |
| 1994 | Cunningham Racing                | Nissan 300ZX      | Steve Millen      | Johnny O’Connell        | Gesamtsieg             |               |
| 1995 | Cunningham Racing                | Nissan 300ZX      | Steve Millen      | Johnny O’Connell        | Rang 5 und Klassensieg |               |
| 1998 | C. J. Motorsports                | Porsche 911 GT2   | Ron Fellows       | John Graham             | Rang 8                 |               |
| 1999 | CJ Motorsport                    | Porsche 911 GT2   | Davy Jones        | John Graham             | Rang 24                |               |

### Einzelergebnisse in der Sportwagen-Weltmeisterschaft
| Saison | Team                                                | Rennwagen                                       | 1   | 2   | 3   | 4   | 5   | 6   | 7   | 8   | 9   | 10  | 11  | 12  | 13  | 14  | 15  | 16  | 17  | 18  | 19  | 20  |
| ------ | --------------------------------------------------- | ----------------------------------------------- | --- | --- | --- | --- | --- | --- | --- | --- | --- | --- | --- | --- | --- | --- | --- | --- | --- | --- | --- | --- |
| 1964   | Carroll Shelby International                        | Shelby Cobra                                    | DAY | SEB | TAR | MON | SPA | CON | NÜR | ROS | LEM | REI | FRE | CCE | RTT | SIM | NÜR | MON | TDF | BRI | BRI | PAR |
| 1964   | Carroll Shelby International                        | Shelby Cobra                                    |     | DNF |     |     |     |     |     |     |     |     |     |     |     |     |     |     |     |     | 11  |     |
| 1976   | Vasek Polak Racing                                  | Porsche 934                                     | MUG | VAL | NÜR | MON | SIL | IMO | NÜR | ZEL | PER | WAT | MOS | DIJ | DIJ | SAL |     |     |     |     |     |     |
| 1976   | Vasek Polak Racing                                  | Porsche 934                                     |     |     |     |     |     |     | 10  |     |     |     |     |     |     |     |     |     |     |     |     |     |
| 1978   | Dan Ward Racing Performance Tuning Adams Associates | Ferrari 365 GTB/4 Datsun 200SX Pontiac Firebird | DAY | SEB | MUG | TAL | DIJ | SIL | NÜR | LEM | MIS | DAY | WAT | VAL | ROD |     |     |     |     |     |     |     |
| 1978   | Dan Ward Racing Performance Tuning Adams Associates | Ferrari 365 GTB/4 Datsun 200SX Pontiac Firebird | 8   |     |     |     |     |     |     |     |     | DNF | DNF |     |     |     |     |     |     |     |     |     |
| 1979   | Modena Sports Interscope Racing                     | Ferrari 365 GTB/4 Porsche 935                   | DAY | SEB | MUG | TAL | DIJ | RIV | SIL | NÜR | LEM | PER | DAY | WAT | SPA | BRH | ROA | VAL | ELS |     |     |     |
| 1979   | Modena Sports Interscope Racing                     | Ferrari 365 GTB/4 Porsche 935                   | 2   |     |     |     |     |     |     |     | DNF |     |     |     |     |     |     |     |     |     |     |     |
| 1980   | McRoberts Racing Andial Racing Racing Beat          | Ferrari 365 GTB/4 Porsche 935 Mazda RX-7        | DAY | BRH | SEB | MUG | MON | RIV | SIL | NÜR | LEM | DAY | WAT | SPA | MOS | ROA | VAL | DIJ |     |     |     |     |
| 1980   | McRoberts Racing Andial Racing Racing Beat          | Ferrari 365 GTB/4 Porsche 935 Mazda RX-7        | 14  |     | DNF |     |     | DNF |     |     |     |     |     |     |     | 10  |     |     |     |     |     |     |
| 1981   | Firestone BMW North America NART                    | Ford Mustang BMW M-1/C Ferrari 512 BB           | DAY | SEB | MUG | MON | RIV | SIL | NÜR | LEM | PER | DAY | WAT | SPA | MOS | ROA | BRH |     |     |     |     |     |
| 1981   | Firestone BMW North America NART                    | Ford Mustang BMW M-1/C Ferrari 512 BB           | 20  | 33  |     |     | 6   |     |     | DNF |     |     |     |     |     |     |     |     |     |     |     |     |
| 1982   | NART                                                | Ferrari 512 BB                                  | MON | SIL | NÜR | LEM | SPA | MUG | FUJ | BRH |     |     |     |     |     |     |     |     |     |     |     |     |
| 1982   | NART                                                | Ferrari 512 BB                                  | 9   |     |     |     |     |     |     |     |     |     |     |     |     |     |     |     |     |     |     |     |
| 1984   | B.F. Goodrich                                       | Lola T616                                       | MON | SIL | LEM | NÜR | BRH | MOS | SPA | IMO | FUJ | KYA | SAN |     |     |     |     |     |     |     |     |     |
| 1984   | B.F. Goodrich                                       | Lola T616                                       | 10  |     |     |     |     |     |     |     |     |     |     |     |     |     |     |     |     |     |     |     |
| 1986   | Joest Racing                                        | Porsche 956                                     | MON | SIL | LEM | NÜN | BRH | JER | NÜR | SPA | FUJ |     |     |     |     |     |     |     |     |     |     |     |
| 1986   | Joest Racing                                        | Porsche 956                                     |     | 6   | 3   |     |     |     |     |     |     |     |     |     |     |     |     |     |     |     |     |     |